# 이프 (영화)
"이프"는 2000년에 개봉한 대한민국의 영화이다.

## 캐스팅
- 이혜영 : 박하영 역
- 유태웅 : 신선우 역
- 김의성 : 박 과장 역
- 김성수 : 한정남 역
- 노현희 : 양은주 역
- 진재영 : 오소영 역
- 강민경 : 최미라 역
- 성상모 : 이성균 역
- 김지아 : 강연희 역
- 박지성 : 한노마 역
- 김일우 : 산부인과 의사 역